# 有価証券法
有価証券法（ゆうかしょうけんほう）とは、実質的意味の商法のうち、（商法上の意味の）有価証券に関する権利関係を規律する法律。日本では、有価証券に関する法律を包括して指す講学上の概念であり、「有価証券法」という名称の法律（法典）が存在するわけではない。
民法典には、証券的債権に関する規定があるが、これが有価証券に含まれるか否かについては争いがある。
商法典は、517条ないし519条のわずか3箇条において有価証券に関する規定をおいている。
また、手形法と小切手法が有価証券法の中で重視される。
- 為替手形・約束手形に関する法律については、「手形法」を参照のこと
- 小切手に関する法律については、「小切手法」を参照のこと

このほかの有価証券に関する法令も含めて、有価証券法といえる。
- 株券・社債券・新株予約権証券に関する法律については、「会社法」および「商法」（会社法制定前）を参照のこと。
- 貨物引換証・倉荷証券・船荷証券に関する法律については、「商法」を参照のこと。